# ذكريات لا تموت
ذكريات لا تموت، مسلسل تلفزيوني كويتي، إنتاج عام 2017 للمؤلفة أنفال الدويسان والمخرج منير الزعبي.

## قصة المسلسل
تدور أحداث العمل حول أسرة «أمينة» التي لها خمسة أبناء يسكنون في بيت واحد يسمى " بيت الحمولة"، أكبرهم «سامي» المتزوج من «بدرية» وهي ابنة خاله الذي أوصاه والدها وأمه بها قبل وفاته وتزوج منها بناء على ذلك ولكنه رجل شديد وقاس على زوجته وأبنائه الذي توفي أكبرهم واسمه "ماجد"، أما«وليد» المتزوج من «سعاد» فهو رجل هادئ ومسالم بينما تهتم زوجته بالمظاهر والأمور المادية الأمر الذي أدى إلى انفصالهما، و«ناصر» المتزوج من «شيماء» فهو صاحب هوايات عدة دائما ما يفشل بها الأمر الذي أدى إلى تهميش زوجته له وفقده احترامها وهذا كان سبب نشوء الخلافات بينهما، و«فهد» المتزوج من «سارة» فهو شاعر وكاتب هادئ الطباع ويعيش حياته هانئا مع زوجته سارة اللتي كانت تعاني من وجود مشاكل في الإنجاب ومن ثم ظهرت الخلافات بينهما بعد عودة حبيبته السابقة ريم والتي لم يوافق والدها على زواجهما في الماضي فتحاول الدخول إلى حياة فهد مرة أخرى الأمر الذي تسبب بمعاناة وألم لسارة التي ظهرت في المسلسل في دور الرواية أيضا التي تسرد ما جرى معها ومع أفراد تلك الأسرة بعد زواجها من رجل أرمل له أربعة أطفال يحبونها وتحبهم، وأصغر الأولاد هو «جراح» الذي يحب «دانة» ابنة جيرانهم التي كانت متبناة الأمر الذي حال بزواجهما، والأبنة «سبيكة» التي تهوى افتعال المشاكل للجميع حتى لزوجها.

## المشاركون بالعمل
- انتصار الشراح ... بدور أمينة
- حسين المهدي ... بدور فهد
- بثينة الرئيسي ... بدور سارة
- مشاري البلام ... بدور وليد
- جواهر الكويتية ... بدور سعاد
- يعقوب عبد الله ... بدور ناصر
- صمود الكندري ... بدور شيماء
- عبدالمحسن القفاص... بدور سامي
- فاطمة الصفي ... بدور بدرية
- مرام البلوشي ... بدور سبيكة
- أمل العوضي ... بدور ريم
- محمد الدوسري (ممثل) ... بدور جراح
- أسامة المزيعل ... بدور أحمد
- روان الصايغ ... بدور دانة
- حمد أشكناني ... بدور ماجد
- عبد الله الباروني ... بدور يوسف
- سعاد سلمان ... بدور أم دانة
- عبدالله الفريح... بدور أبو دانية
- أحمد الحسن ... بدور أسامة
- إيمان جمال ... بدور صديقة سعاد